# Cardioglossa schioetzi
Cardioglossa schioetzi es una especie de anfibios de la familia Arthroleptidae.
Habita en Camerún y Nigeria.
Sus hábitats naturales son montanos tropicales o subtropicales secos, praderas tropicales o subtropicales a gran altitud, ríos y zonas antiguamente boscosas ahora degradadas.
Está amenazada de extinción por la pérdida de su hábitat natural.